# Gonatopus marattioides
Gonatopus marattioides là một loài thực vật có hoa trong họ Ráy (Araceae). Loài này được (Peter) Bogner mô tả khoa học đầu tiên năm 1978.